# Гальон (епископ)
Гальон (Gualon; умер 23 февраля 1116) — католический церковный деятель XII века. В 1100 году стал епископом Бове. В июле 1104 года назначен епископом Парижа. На консистории 1104 года стал кардиналом-диаконом неизвестной в настоящее время титулярной церкви. Был папским легатом в Польше и Моравии.